# Lista de prefeitos de Modelo (Santa Catarina)
Esta é a lista de prefeitos e vice-prefeitos do município de Modelo, estado brasileiro de Santa Catarina:
| N  | Prefeito                    | Partido | Vice-prefeito                | Início do mandato       | Final do mandato       | Observações                                           |
| -- | --------------------------- | ------- | ---------------------------- | ----------------------- | ---------------------- | ----------------------------------------------------- |
| 1  | Alcides Vicente Delaide     | PSD     | —                            | 31 de dezembro de 1961  | 31 de janeiro de 1963  | Prefeito nomeado                                      |
| 2  | Edwin Engelbert Berger      | UDN     |                              | 1º de fevereiro de 1963 | 31 de janeiro de 1969  | Prefeito eleito                                       |
| 3  | Viro Afonso Majolo          | ARENA   | Luiz Santin                  | 1º de fevereiro de 1969 | 31 de janeiro de 1973  | Prefeito e vice eleitos em sufrágio universal         |
| 4  | Irineu Altino Vogel         | MDB     |                              | 1º de fevereiro de 1973 | 31 de janeiro de 1977  | Prefeito eleito                                       |
| 5  | Dércio Knop                 | MDB     | Antônio Alba                 | 1º de fevereiro de 1977 | 15 de maio de 1982     | Prefeito e vice eleitos em sufrágio universal         |
| 6  | Antônio Alba                | PMDB    |                              | 15 de maio de 1982      | 31 de janeiro de 1983  | Vice-prefeito eleito                                  |
| 7  | Valdir Baldin               | PMDB    | Egio Kasper                  | 1º de fevereiro de 1983 | 31 de dezembro de 1988 | Prefeito e vice eleitos em sufrágio universal         |
| 8  | Valenio Jacob Kottwitz      | PDS     |                              | 1º de janeiro de 1989   | 31 de dezembro de 1992 | Prefeito eleito                                       |
| 9  | Pedro de Assis              | PMDB    |                              | 1º de janeiro de 1993   | 31 de dezembro de 1996 | Prefeito eleito                                       |
| 10 | Carmelito Maldaner          | PMDB    | Valter Rubens Cesco          | 1º de janeiro de 1997   | 31 de dezembro de 2000 | Prefeito e vice eleitos em sufrágio universal         |
| 10 | Carmelito Maldaner          | PMDB    | Adelir José Scatolin (PMDB)  | 1º de janeiro de 2001   | 31 de dezembro de 2004 | Prefeito reeleito e vice eleito em sufrágio universal |
| 11 | Imilio Ávila                | PSDB    | César Meurer (PP)            | 1º de janeiro de 2005   | 31 de dezembro de 2008 | Prefeito e vice eleitos em sufrágio universal         |
| 11 | Imilio Ávila                | PSDB    | César Meurer (PP)            | 1º de janeiro de 2009   | 31 de dezembro de 2013 | Prefeito e vice reeleitos em sufrágio universal       |
| 12 | Ricardo Maldaner            | PMDB    | Clóvis Lúcio Schlosser (PP)  | 1º de janeiro de 2013   | 31 de dezembro de 2016 | Prefeito e vice eleitos em sufrágio universal         |
| 12 | Ricardo Maldaner            | PMDB    | Aldecir Antonio Bolis (PSDB) | 1º de janeiro de 2017   | 31 de dezembro de 2020 | Prefeito reeleito e vice eleito em sufrágio universal |
| 13 | Dirceu Silveira             | PSD     | Cesar Meurer (PSD)           | 1º de janeiro de 2021   | 31 de dezembro de 2024 | Prefeito e vice eleitos em sufrágio universal         |
| 14 | Bárbara Milena Geller Baron | MDB     | Alan Samuel Maldaner (PP)    | 1° de janeiro de 2025   | Atualidade             | Prefeito e vice eleitos em sufrágio universal         |